# Andrew Pattison
Andrew Pattison (Pretoria, 30 gennaio 1949) è un ex tennista zimbabwese naturalizzato statunitense.

## Carriera
Nel corso della sua carriera, Pattison è riuscito a vincere undici titoli a livello professionistico, quattro in singolare e sette nel doppio.
In singolare ha ottenuto come miglior risultato i quarti di finale durante gli US Open 1975, dove si è arreso a Jimmy Connors; l'anno precedente aveva raggiunto la ventiquattresima posizione mondiale.

## Statistiche

### Singolare

#### Vittorie (4)
| Numero | Anno              | Torneo                               | Superficie  | Avversario in finale | Punteggio          |
| 1.     | 8 aprile 1974     | Monte Carlo Masters, Monte Carlo     | Terra rossa | Ilie Năstase         | 5–7, 6–3, 6–4      |
| 2.     | 15 aprile 1974    | Johannesburg Indoor, Johannesburg    | Cemento     | John Alexander       | 6–3, 7–5           |
| 3.     | 14 settembre 1977 | Laguna Niguel Classic, Laguna Niguel | Cemento     | Colin Dibley         | 2–6, 7–6, 6–4      |
| 4.     | 27 novembre 1979  | South African Open, Johannesburg     | Cemento     | Víctor Pecci         | 2–6, 6–3, 6–2, 6–3 |

### Doppio

#### Vittorie (7)
| Numero | Anno            | Torneo                                            | Superficie    | Compagno       | Avversari in finale               | Punteggio     |
| 1.     | 5 agosto 1972   | Tanglewood International Tennis Classic, Clemmons | Cemento       | Bob Hewitt     | Jim McManus Jim Osborne           | 6-4, 6-4      |
| 2.     | 2 novembre 1974 | Stadthalle Open, Vienna                           | Sintetico     | Raymond Moore  | Bob Hewitt Frew McMillan          | 6-4, 5-7, 6-4 |
| 3.     | 5 novembre 1978 | Paris Open, Parigi                                | Cemento (i)   | Bruce Manson   | Ion Țiriac Guillermo Vilas        | 7-6, 6-2      |
| 4.     | 13 luglio 1980  | Hall of Fame Tennis Championships, Newport        | Erba          | Butch Walts    | Fritz Buehning Peter Rennert      | 7-6, 6-4      |
| 5.     | 2 novembre 1980 | Cologne Grand Prix, Colonia                       | Cemento (i)   | Bernard Mitton | Jan Kodeš Tomáš Šmíd              | 6-4, 6-1      |
| 6.     | 8 marzo 1981    | Denver Open, Denver                               | Sintetico (i) | Butch Walts    | Mel Purcell Dick Stockton         | 6-3, 6-4      |
| 7.     | 3 agosto 1981   | South Orange Open, South Orange                   | Terra rossa   | Fritz Buehning | Shlomo Glickstein David Schneider | 6-1, 6-4      |